# Verbena delicatula
Verbena delicatula là một loài thực vật có hoa trong họ Cỏ roi ngựa. Loài này được Mart. & Zucc. miêu tả khoa học đầu tiên năm 1834.